# Norman Brown (gitarzysta)
Norman Brown (ur. 18 grudnia 1970 w Kansas City, Missouri) – amerykański gitarzysta jazzowy i piosenkarz.
Norman Brown wydał w 1992 debiutancki album "Just Between Us", a w 1994 roku "After the Storm".

## Dyskografia
- Just Between Us – 1992
- After The Storm – 1994
- Better Days Ahead – 1996
- Celebration – 1999
- Just Chillin – 2002
- West Coast Coolin – 2004
- Stay With Me – 2007
- Sendin' my love – 2010